# Nursel Köse
Nursel Köse (Malatya, 29 de marzo de 1961) es una actriz turca de cine y televisión.  

## Filmografía

### Películas
| Año  | Título                     | Personaje           | Notas        |
| ---- | -------------------------- | ------------------- | ------------ |
| 1988 | Yasemin                    | Emine               |              |
| 2001 | Anam                       | Anam                |              |
| 2003 | Une grande fille comme toi |                     | Telefilme    |
| 2003 | Savannah                   | Frau Dubonnet       | Telefilme    |
| 2004 | Kebab Connection           | Hatice, Ibos Mutter |              |
| 2005 | Eine andere Liga           | Hayats Chefin       |              |
| 2007 | Yaşamın Kıyısında          | Yeter Öztürk        |              |
| 2009 | 7 Avlu                     | Zarife              |              |
| 2010 | Ayrılık                    | Gül                 |              |
| 2011 | Kardelen                   | Hatice              |              |
| 2011 | 72. Koğuş                  | Kuru Nedime         |              |
| 2011 | Merhaba                    | Aunt Mine           | Cortometraje |
| 2011 | Anduni - Fremde Heimat     |                     |              |
| 2012 | Dedeler En Iyisini Bilir   | Makbule             | Cortometraje |
| 2013 | 300 Worte Deutsch          | Aunt Damla          |              |
| 2014 | Kuzu                       | Safiye              |              |
| 2016 | Kaçma Birader              | Züleyha             |              |

### Televisión
| Año  | Título                                               | Personaje          |
| ---- | ---------------------------------------------------- | ------------------ |
| 2004 | SOKO Köln                                            | Aische Ceman       |
| 2005 | Sessiz gece                                          | Aylin              |
| 2007 | Türkisch für Anfänger (Yeni Başlayanlar için Türkçe) | Gülcan Süleyman    |
| 2007 | Kavak Yelleri                                        | Nur Seven          |
| 2007 | Kartallar Yüksek Uçar                                | Mebrure            |
| 2007 | Die Familienanwältin                                 | Frau Yilmaz        |
| 2008 | Kalpsiz Adam                                         | Meliha             |
| 2008 | Tatort                                               | Immobilienmaklerin |
| 2008 | Großstadtrevier                                      |                    |
| 2009 | Mordkommission Istanbul                              | Yelda Akdamar      |
| 2009 | Kış Masalı                                           |                    |
| 2011 | Al Yazmalım                                          | Maryamhan          |
| 2012 | Kötü Yol                                             | Bedia              |
| 2012 | München 7                                            | Ayşe Armut         |
| 2014 | Paramparça                                           | Keriman Akçatepe   |
| 2018 | Avlu                                                 | Kudret Öztürk      |

## Libros
- 1996 - Der Liebe zum Trotz / Sevdaya İnat - Poem
- 1997 - Hafızamda Oturuyorsun - Poema
- 2000 - Ütopya - Poema
- 2000 - WDR - Poema, Cuento

## Premios
| Premios                   | Premios                                                         | Premios                   |
| ------------------------- | --------------------------------------------------------------- | ------------------------- |
| Precedida por Nazan Kesal | Golden Orange Award a la Mejor actriz de reparto 2007 por Yeter | Sucedida por Övül Avkıran |